# Hexatoma captiosa
Hexatoma captiosa är en tvåvingeart som beskrevs av Alexander 1946. Hexatoma captiosa ingår i släktet Hexatoma och familjen småharkrankar.
Artens utbredningsområde är Ecuador. Inga underarter finns listade i Catalogue of Life.